# 柴子遠
柴子遠，江西龍泉縣（今遂川县）十六都人，明初官員。進士出身。
柴子遠於洪武二十三年（1390年）中式庚午科鄉試，次年聯捷辛未科三甲進士。官雲南楚雄府經歷。